# Eifelrennen 1936
L'Eifelrennen 1936 est un Grand Prix qui s'est tenu sur le Nürburgring le 14 juin 1936.

## Grille de départ
| 1re ligne | Pos. 3                        |                   | Pos. 2               |                       | Pos. 1               |
|           | Von Brauchitsch Mercedes-Benz |                   | Rosemeyer Auto Union |                       | Nuvolari Alfa Romeo  |
| 2e ligne  |                               | Pos. 5            |                      | Pos. 4                |                      |
|           |                               | Zanelli Maserati  |                      | Brivio Alfa Romeo     |                      |
| 3e ligne  | Pos. 8                        |                   | Pos. 7               |                       | Pos. 6               |
|           | Caracciola Mercedes-Benz      |                   | Farina Alfa Romeo    |                       | Martin Alfa Romeo    |
| 4e ligne  |                               | Pos. 10           |                      | Pos. 9                |                      |
|           |                               | Severi Alfa Romeo |                      | Varzi Auto Union      |                      |
| 5e ligne  | Pos. 13                       |                   | Pos. 12              |                       | Pos. 11              |
|           | Stuck Auto Union              |                   | Lang Mercedes-Benz   |                       | Chiron Mercedes-Benz |
| 6e ligne  |                               |                   |                      | Pos. 14               |                      |
|           |                               |                   |                      | Von Delius Auto Union |                      |

## Classement de la course
| Pos  | no | Pilote                  | Écurie              | Châssis            | Tours | Temps/Abandon     | Grille |
| ---- | -- | ----------------------- | ------------------- | ------------------ | ----- | ----------------- | ------ |
| 1    | 18 | Bernd Rosemeyer         | Auto Union          | Auto Union Type C  | 10    | 1 h 56 min 41 s 2 | 2      |
| 2    | 4  | Tazio Nuvolari          | Scuderia Ferrari    | Alfa Romeo 12C-36  | 10    | + 2 min 12 s 8    | 1      |
| 3    | 3  | Antonio Brivio          | Scuderia Ferrari    | Alfa Romeo 12C-36  | 10    | + 2 min 49 s 2    | 4      |
| 4    | 16 | Giuseppe Farina         | Scuderia Ferrari    | Alfa Romeo 8C-35   | 10    | + 3 min 17 s 4    | 7      |
| 5    | 14 | Hermann Lang            | Daimler-Benz AG     | Mercedes-Benz W25C | 10    | + 5 min 47 s 2    | 12     |
| 6    | 17 | Louis Chiron            | Mercedes Grand Prix | Mercedes-Benz W25K | 10    | + 5 min 51 s 8    | 11     |
| 7    | 6  | Achille Varzi           | Auto Union          | Auto Union Type C  | 10    |                   | 9      |
| 8    | 2  | Hans Stuck              | Auto Union          | Auto Union Type C  | 10    |                   | 13     |
| 9    | 11 | Ernst von Delius        | Auto Union          | Auto Union Type C  | 10    |                   | 14     |
| 10   | 7  | Juan Zanelli            | Scuderia Torino     | Maserati Tipo V8RI | 9     | + 1 tour          | 5      |
| Abd. | 10 | Manfred von Brauchitsch | Daimler-Benz AG     | Mercedes-Benz W25K | 8     | Accident/Moteur?  | 3      |
| Abd. | 1  | Rudolf Caracciola       | Daimler-Benz AG     | Mercedes-Benz W25K | 3     | Moteur/Choc?      | 8      |
| Abd. | 5  | Charlie Martin          | Privé               | Alfa Romeo Tipo B  | 3     | Accident          | 6      |
| Abd. | 8  | Francesco Severi        | Scuderia Ferrari    | Alfa Romeo 8C-35   | 2     | Pompe à essence   | 10     |
| Np.  | 9  | Walter Rens             | Privé               | Bugatti            |       | Non partant       |        |
| Np.  | 12 | « Raph »                | Privé               | Maserati Tipo V8RI |       | Non partant       |        |
| Np.  | 15 | Luigi Fagioli           | Daimler-Benz AG     | Mercedes-Benz W25K |       | Non partant       |        |
| Np.  |    | Rudolf Hasse            | Auto Union          | Auto Union Type C  |       | Non partant       |        |

- Légende: Abd.=Abandon - Np.=Non partant.

## Pole position et record du tour
- Pole position :  Tazio Nuvolari (Alfa Romeo) par tirage au sort.
- Meilleur tour en course :  Bernd Rosemeyer (Auto Union) en 11 min 25 s 0 (119,88 km/h) au sixième tour.